# Día Internacional de los Trabajadores
El Día Internacional de los Trabajadores o Primero de Mayo es la conmemoración del movimiento obrero mundial. Es una jornada que se ha utilizado, habitualmente, para realizar diferentes reivindicaciones sociales y laborales a favor de las clases trabajadoras. Es día festivo nacional en la mayoría de países.
Desde su establecimiento (aunque la consideración del día festivo fue en muchos casos tardía) por acuerdo del Congreso Obrero Socialista de la Segunda Internacional, celebrado en París en 1889, es una jornada de lucha reivindicativa y de homenaje a los Mártires de Chicago. Estos sindicalistas anarquistas fueron ejecutados en Estados Unidos por participar en las protestas de lucha por la consecución de la jornada laboral de ocho horas, que tuvo su origen en la huelga iniciada el 1 de mayo de 1886 y su punto álgido tres días más tarde, el 4 de mayo, en la revuelta de Haymarket. A partir de entonces se convirtió en una jornada reivindicativa de los derechos de los trabajadores en sentido general que es conmemorada en mayor o menor medida en todo el planeta.
En Estados Unidos, Canadá y otros países no se celebra esta conmemoración. En su lugar se celebra el Labor Day el primer lunes de septiembre, conmemorando un desfile realizado el 5 de septiembre de 1882 en Nueva York y organizado por la Noble Orden de los Caballeros del Trabajo (Knights of Labor, en inglés). El presidente estadounidense Grover Cleveland auspició la celebración en septiembre por temor a que la fecha de mayo reforzase el movimiento socialista en los Estados Unidos desde 1882. Canadá se unió a conmemorar el primer lunes de septiembre en vez del primero de mayo a partir de 1894.

## Historia

### Origen de la conmemoración
Los hechos que dieron lugar a esta conmemoración están contextualizados en los albores de la Revolución Industrial en los Estados Unidos. A fines del siglo XIX Chicago era la segunda ciudad en número de habitantes de Estados Unidos. Del oeste y del sudeste llegaban cada año por ferrocarril miles de ganaderos desocupados, creando las primeras villas humildes que albergaban a cientos de miles de trabajadores. Además, estos centros urbanos acogieron a inmigrantes de todo el mundo a lo largo del siglo XIX.

#### La reivindicación de la jornada laboral de ocho horas de trabajo

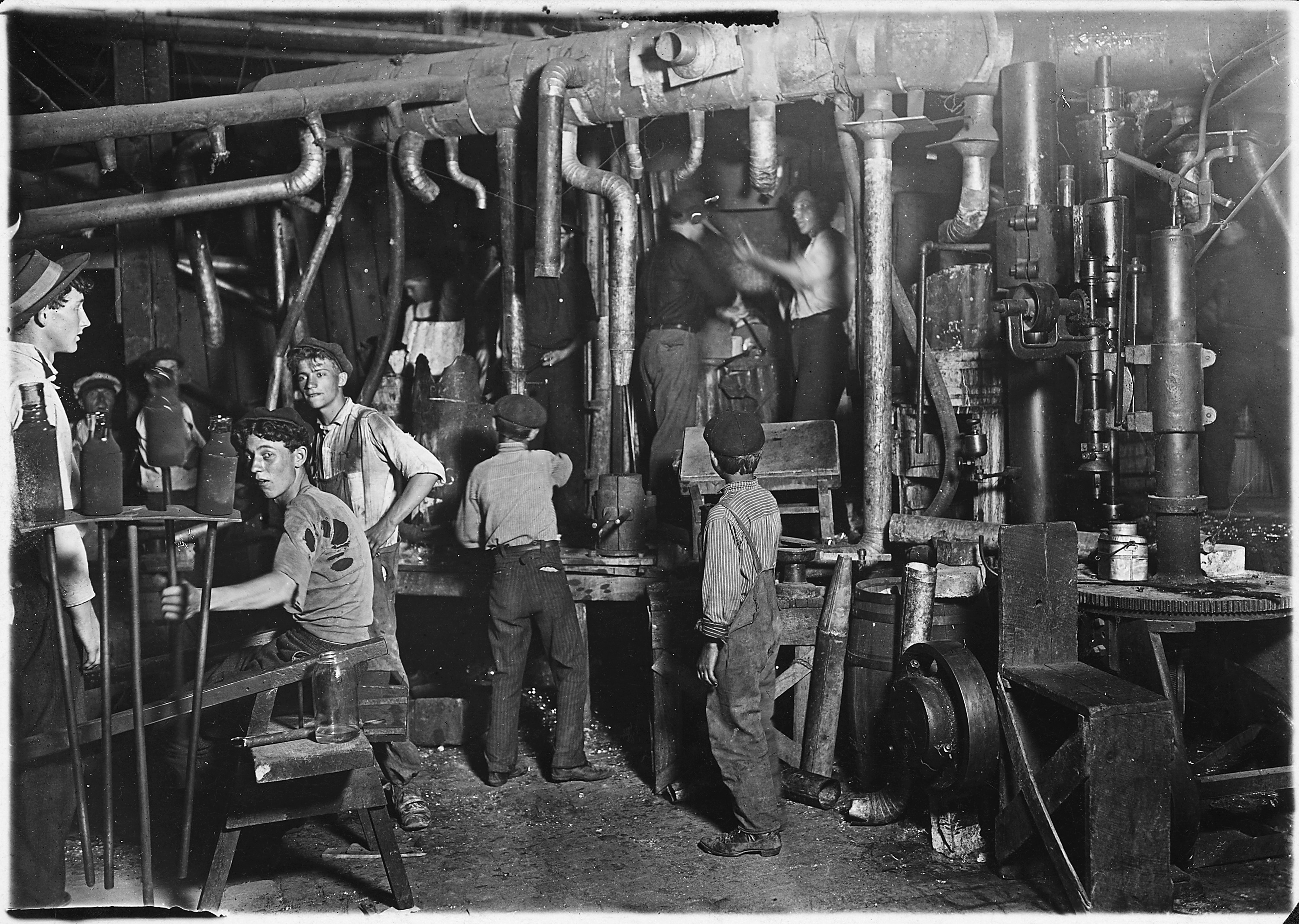
Fotografía de un taller de Indiana, Estados Unidos, de Lewis Hine, 1908. Las malas condiciones laborales de los trabajadores en plena Revolución Industrial contribuyeron al surgimiento del movimiento obrero y sus reivindicaciones

Una de las reivindicaciones básicas de los trabajadores era la jornada de ocho horas. Uno de los objetivos prioritarios era hacer valer la máxima de: «ocho horas de trabajo, ocho horas de ocio y ocho horas de descanso». En este contexto se produjeron varios movimientos; en 1829 se formó un movimiento para solicitar a la legislatura de Nueva York la jornada de ocho horas. Antes existía una ley que prohibía trabajar más de dieciocho horas, «salvo caso de necesidad». Si no había tal necesidad, cualquier funcionario de una compañía de ferrocarril que hubiese obligado a un maquinista o fogonero a trabajar jornadas de dieciocho horas diarias debía pagar una multa de veinticinco dólares.
La mayoría de los obreros estaban afiliados a la Noble Orden de los Caballeros del Trabajo, pero tenía más preponderancia la American Federation of Labor (Federación Estadounidense del Trabajo), en su inicio socialista (aunque algunas fuentes señalan su origen anarquista). En su cuarto congreso, realizado el 17 de octubre de 1884, ésta había resuelto que desde el 1 de mayo de 1886 la duración legal de la jornada de trabajo debería ser de ocho horas, yéndose a la huelga si no se obtenía esta reivindicación y recomendándose a todas las uniones sindicales que tratasen de hacer leyes en ese sentido en sus jurisdicciones. Esta resolución despertó el interés de las organizaciones, que veían la posibilidad de obtener mayor cantidad de puestos de trabajo con la jornada de ocho horas.
En 1868, el presidente Andrew Johnson promulgó la llamada ley Ingersoll, estableciendo la jornada de ocho horas. Al poco tiempo, diecinueve estados sancionaron leyes con jornadas máximas de ocho y diez horas, aunque siempre con cláusulas que permitían aumentarlas a entre catorce y dieciocho horas. Aun así, debido a la falta de cumplimiento de la ley Ingersoll, las organizaciones laborales y sindicales de Estados Unidos se movilizaron. La prensa generalista de Estados Unidos, reaccionaria y alineándose con las tesis empresariales, calificaba el movimiento como «indignante e irrespetuoso», «delirio de lunáticos poco patriotas», y manifestó que era «lo mismo que pedir que se pague un salario sin cumplir ninguna hora de trabajo».

#### El día 1 de mayo, la huelga

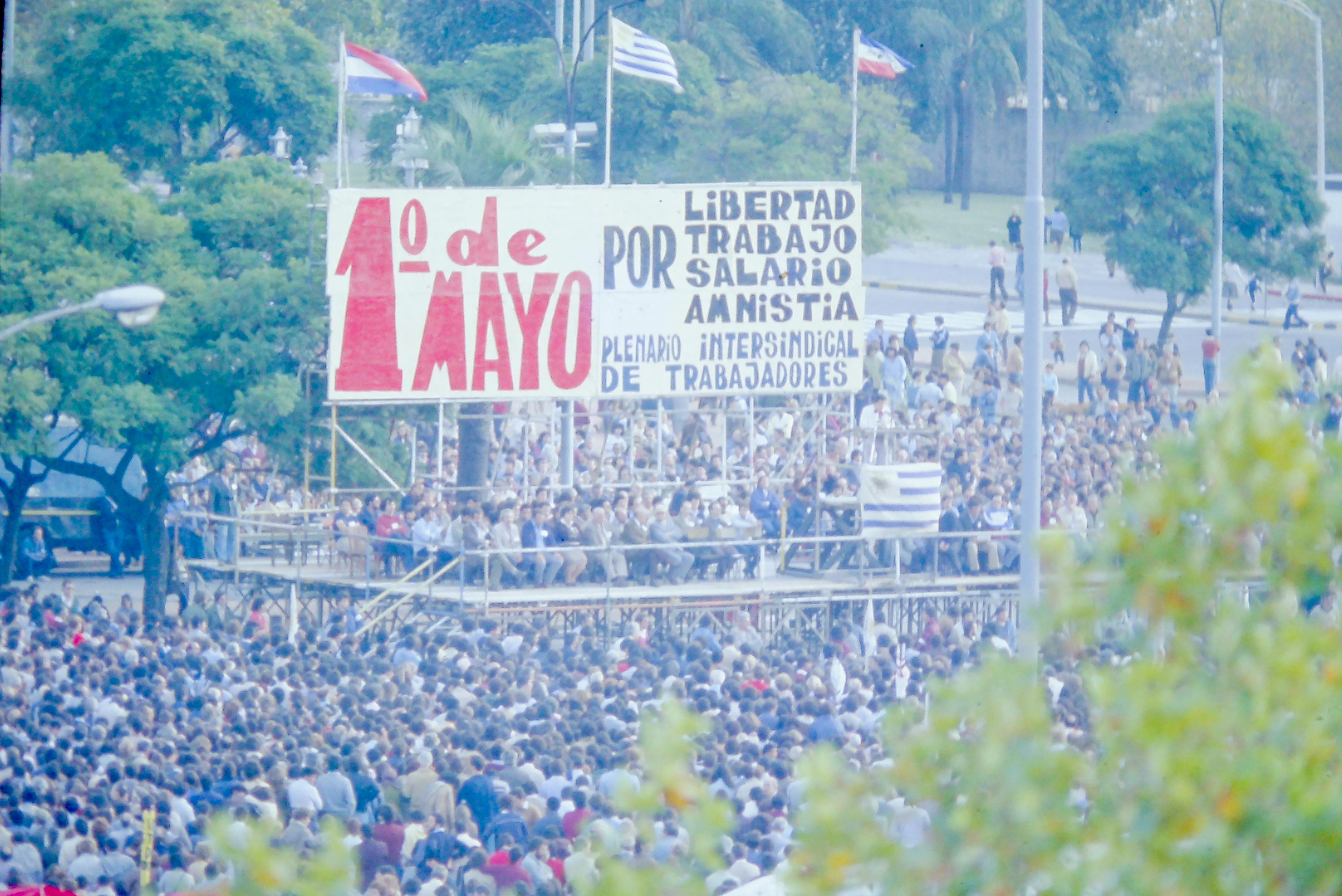
Acto del 1 de mayo de 1983 a finales de la Dictadura en Montevideo, Uruguay

El sábado 1 de mayo de 1886, doscientos mil trabajadores iniciaron la huelga mientras que otros doscientos mil obtenían esa conquista con la simple amenaza de paro.
En Chicago, donde las condiciones de los trabajadores eran mucho peores que en otras ciudades, las movilizaciones siguieron los días 2 y 3 de mayo. La única fábrica que trabajaba era la de maquinaria agrícola Helmans, en huelga desde el 16 de febrero porque querían descontar a los obreros una cantidad de sus salarios para la construcción de una iglesia. La producción se mantenía a base de esquiroles. El día 2, la policía había disuelto en forma violenta una manifestación de más de cincuenta mil personas y el día 3 se celebraba una concentración en frente de sus puertas; cuando estaba en la tribuna el anarquista August Spies, sonó la sirena de salida de un turno de rompehuelgas. Los concentrados se lanzaron sobre los scabs (amarillos) comenzando una pelea campal. Una compañía de policías, sin aviso alguno, procedió a disparar a quemarropa sobre la gente produciendo seis muertos y decenas de heridos.
El periodista Adolph Fischer, redactor del Arbeiter Zeitung, corrió a su periódico donde redactó una proclama (que luego se utilizaría como principal prueba acusatoria en el juicio que le llevó a la horca) imprimiendo veinticinco mil octavillas. La proclama decía:

Trabajadores: la guerra de clases ha comenzado. Ayer, frente a la fábrica McCormik, se fusiló a los obreros. ¡Su sangre pide venganza!
¿Quién podrá dudar ya que los chacales que nos gobiernan están ávidos de sangre trabajadora? Pero los trabajadores no son un rebaño de carneros. ¡Al terror blanco respondamos con el terror rojo! Es preferible la muerte que la miseria.
Si se fusila a los trabajadores, respondamos de tal manera que los amos lo recuerden por mucho tiempo.
Es la necesidad lo que nos hace gritar: ¡A las armas!.
Ayer, las mujeres y los hijos de los pobres lloraban a sus maridos y a sus padres fusilados, en tanto que en los palacios de los ricos se llenaban vasos de vino costosos y se bebía a la salud de los bandidos del orden...
¡Secad vuestras lágrimas, los que sufrís!
¡Tened coraje, esclavos! ¡Levantaos!

La proclama terminaba convocando un acto de protesta para el día siguiente, el cuatro, a las cuatro de la tarde, en la plaza Haymarket. Se consiguió un permiso del alcalde Harrison para hacer un acto a las 19.30 en el parque Haymarket. Los hechos posteriores serán conocidos como la revuelta de Haymarket.

#### La revuelta de Haymarket

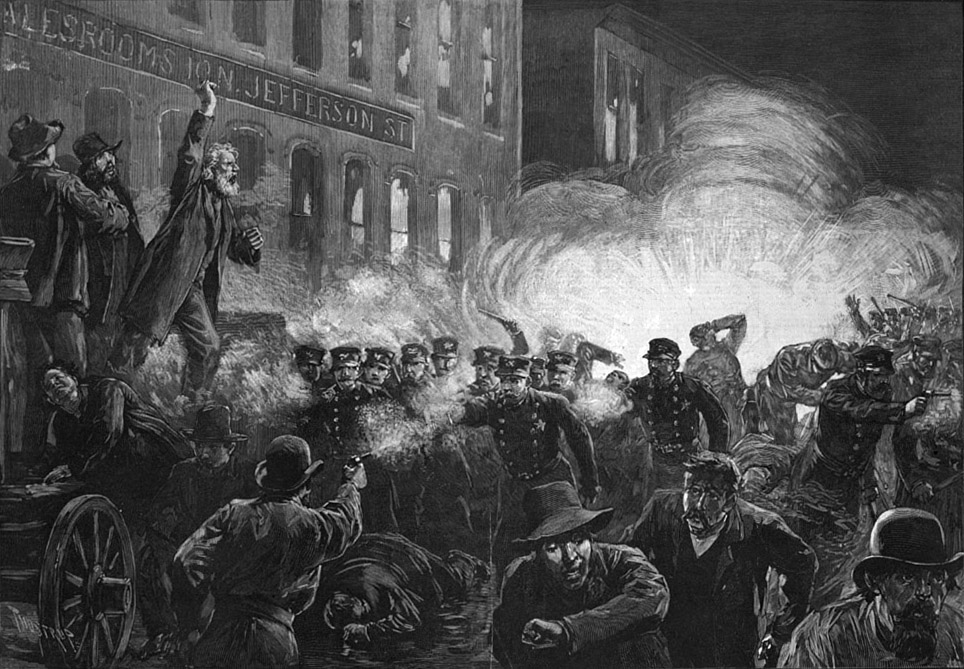
Uno de los más célebres grabados de la revuelta de Haymarket, que muestra, de forma inexacta, a Fielden dirigiéndose al público al mismo tiempo que estalla el explosivo y empiezan los disturbios

Se concentraron en la plaza de Haymarket más de veinte mil personas que fueron reprimidas por ciento ochenta policías uniformados. Un artefacto explosivo estalló entre los policías, lo que dejó un muerto y varios heridos. La policía abrió fuego contra la multitud: mataron a treinta y ocho personas y dejaron más de doscientos heridos.
Chicago fue declarado en estado de sitio y tras el toque de queda se detuvo a centenares de trabajadores, golpeados y torturados, acusados del asesinato del policía.
Estos hechos represivos fueron apoyados por una campaña de prensa con citas como:

Qué mejores sospechosos que la plana mayor de los anarquistas. ¡A la horca los brutos asesinos, rufianes rojos comunistas, monstruos sanguinarios, fabricantes de bombas, gentuza que no son otra cosa que el rezago de Europa que buscó nuestras costas para abusar de nuestra hospitalidad y desafiar a la autoridad de nuestra nación, y que en todos estos años no han hecho otra cosa que proclamar doctrinas sediciosas y peligrosas!

La Prensa reclamaba un juicio sumario por parte de la Corte Suprema, responsabilizando a ocho anarquistas y a todas las figuras prominentes del movimiento obrero.
El 21 de junio de 1886, se inició la causa contra treinta y un responsables, que luego quedaron en ocho. Las irregularidades en el juicio fueron muchas, violándose todas las normas procesales en su forma y fondo, tanto que ha llegado a ser calificado de juicio farsa. Los juzgados fueron declarados culpables. Tres de ellos fueron condenados a prisión y cinco a muerte, los cuales serían ejecutados en la horca. El detalle de las condenas es el siguiente:
Prisión
- Samuel Fielden, inglés, treinta y nueve años, pastor metodista y obrero textil, condenado a cadena perpetua.
- Oscar Neebe, estadounidense, treinta y seis años, vendedor, condenado a quince años de trabajos forzados.
- Michael Schwab, alemán, treinta y tres años, tipógrafo, condenado a cadena perpetua.

A muerte
- George Engel, alemán, cincuenta años, tipógrafo.
- Adolph Fischer, alemán, treinta años, periodista.
- Albert Parsons, estadounidense, treinta y nueve años, periodista, esposo de la mexicana Lucy González Parsons aunque se probó que no estuvo en el lugar, se entregó para estar con sus compañeros y fue juzgado igual.
- August Vincent Theodore Spies, alemán, treinta y un años, periodista.
- Louis Lingg, alemán, veintidós años, carpintero para no ser ejecutado se suicidó en su celda.

Las condenas fueron ejecutadas el 11 de noviembre de 1887. José Martí, que trabajaba como corresponsal en Chicago para el periódico argentino La Nación lo narró:

... Salen de sus celdas. Se dan la mano, sonríen. Les leen la sentencia, les sujetan las manos por la espalda con esposas, les ciñen los brazos al cuerpo con una faja de cuero y les ponen una mortaja blanca como la túnica de los catecúmenos cristianos. Abajo está la concurrencia, sentada en hilera de sillas delante del cadalso como en un teatro... Firmeza en el rostro de Fischer, plegaria en el de Spies, orgullo en el de Parsons. Engel hace un chiste a propósito de su capucha, Spies grita: «la voz que vais a sofocar será más poderosa en el futuro que cuantas palabras pudiera yo decir ahora». Les bajan las capuchas, luego una seña, un ruido, la trampa cede, los cuatro cuerpos caen y se balancean en una danza espantable...

Los sucesos de Chicago además costaron la vida de muchos trabajadores y dirigentes sindicales; no existe un número exacto, pero fueron miles los despedidos, detenidos, procesados, heridos de bala o torturados. La mayoría eran inmigrantes europeos: italianos, españoles, alemanes, irlandeses, rusos, polacos y de otros países eslavos.

### Consecución de la jornada laboral de ocho horas

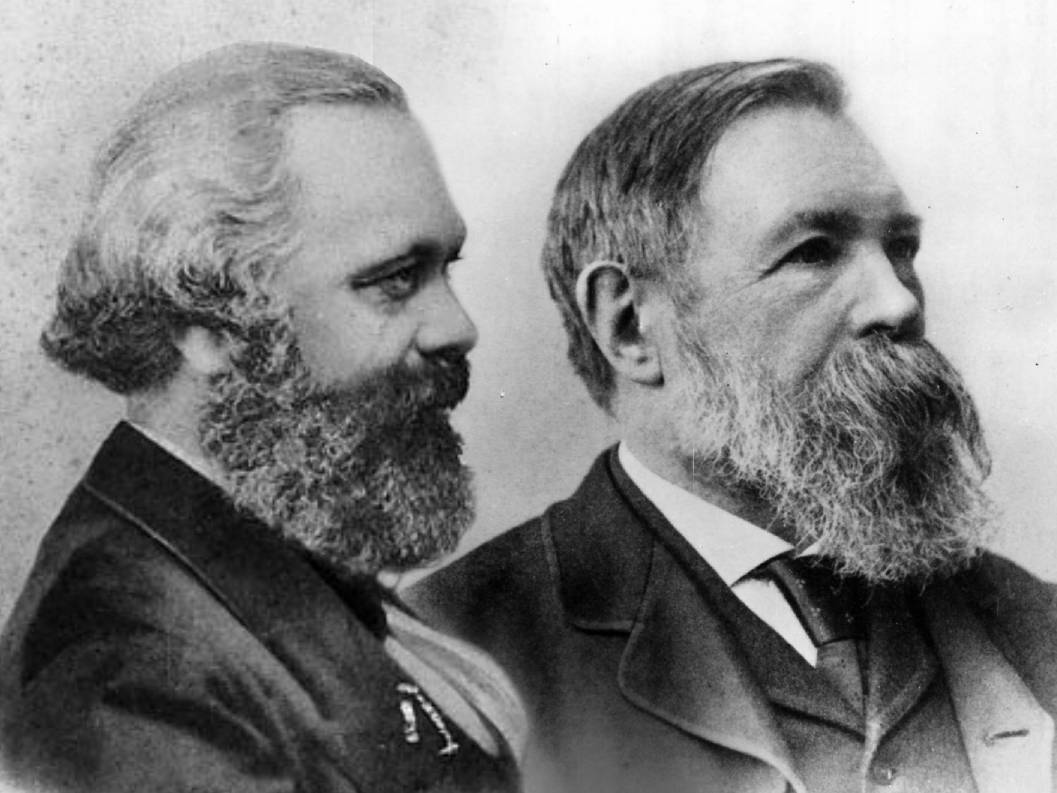
Karl Marx y Friedrich Engels, en la década de 1880, intelectuales clave en establecer las bases del socialismo científico y el marxismo, pilares fundamentales de una parte significativa del movimiento obrero.

A finales de mayo de 1886 varios sectores patronales accedieron a otorgar la jornada de ocho horas a varios centenares de miles de obreros. El éxito fue tal, que la Federación de Gremios y Uniones Organizadas expresó su júbilo con estas palabras: 

Jamás en la historia de este país ha habido un levantamiento tan general entre las masas industriales. El deseo de una disminución de la jornada de trabajo ha impulsado a millones de trabajadores a afiliarse a las organizaciones existentes, cuando hasta ahora habían permanecido indiferentes a la agitación sindical.

La consecución de la jornada de ocho horas marcó un punto de inflexión en el movimiento obrero mundial. El propio Friedrich Engels en el prefacio de la edición alemana de 1890 de El manifiesto comunista dice: 

Pues hoy en el momento en que escribo estas líneas, el proletariado de Europa y América pasa revista a sus fuerzas, movilizadas por vez primera en un solo ejército, bajo una sola bandera y para un solo objetivo inmediato: la fijación legal de la jornada normal de ocho horas, proclamada ya en 1866 por el Congreso de la Internacional celebrado en Ginebra y de nuevo en 1889 por el Congreso obrero de París. El espectáculo de hoy demostrará a los capitalistas y a los terratenientes de todos los países que, en efecto, los proletarios de todos los países están unidos. ¡Oh, si Marx estuviese a mi lado para verlo con sus propios ojos!

### Consolidación y extensión durante elsigloXX

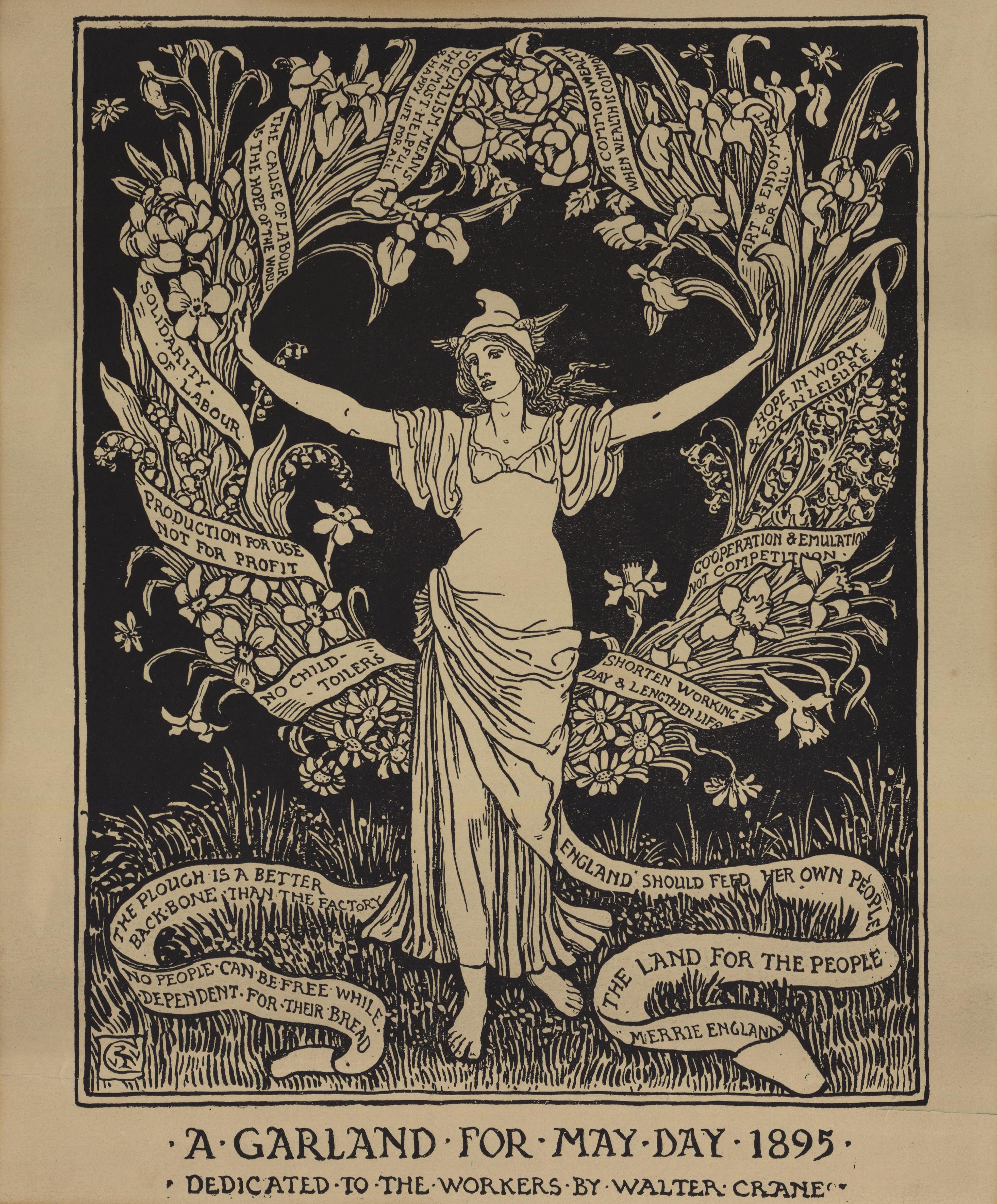
Grabado de Walter Crane «dedicado a los trabajadores» titulado «Una Guirnalda para el Primero de Mayo. 1895» en el que aparece una matrona con un gorro frigio alado que representa el socialismo. En la guirnalda aparecen frases como: «La causa del trabajo es la esperanza del mundo»; «Socialismo significa una vida más útil y feliz para todos»; «Ningún niño trabajador»; «La tierra para el pueblo», etc.

Tras los sucesos en Estados Unidos, la Segunda Internacional dio un gran impulso a los intentos por convertir el 1.º de mayo en un día festivo, siempre reivindicando simultáneamente la reducción a ocho horas de la jornada laboral. En 1904, la II Internacional reunida en Ámsterdam pidió a «todos los partidos, sindicatos y organizaciones socialdemócratas luchar energéticamente en el Primero de Mayo para lograr el establecimiento legal de la jornada de ocho horas y que se cumplieran las demandas del proletariado para conseguir la paz universal». Al mismo tiempo el congreso hizo «obligatoria a las organizaciones proletarias de todos los países dejar de trabajar el 1 de mayo, siempre que fuera posible y sin perjuicios para los trabajadores». De esta forma, en todo el mundo las organizaciones trataron de hacer del Primero de Mayo un día festivo oficial en honor a la clase obrera, lo cual se logró paulatinamente en la mayoría de países.

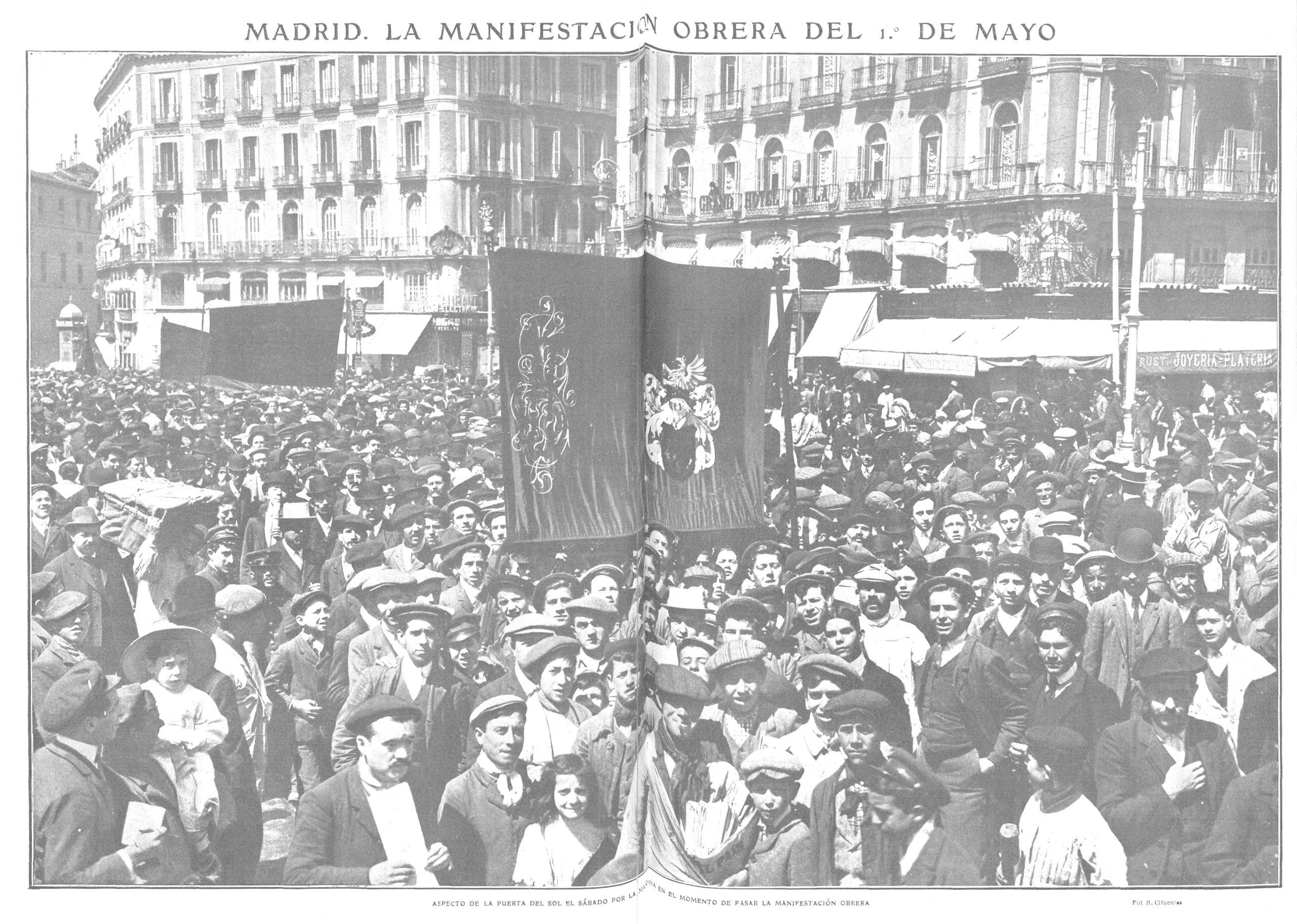
Manifestación el 1 de mayo de 1909 en la Puerta del Sol de Madrid

En Europa durante la segunda década del siglo se sucedieron hitos. El 23 de abril de 1919, el senado de Francia ratificó la jornada laboral de ocho horas e hizo que por primera vez el 1 de mayo de 1919 fuera día no laborable. Dos meses antes en España, la célebre huelga de La Canadiense, dirigida por los movimientos anarquistas en Barcelona, había conseguido que se aprobara en el país el Decreto de la jornada de ocho horas de trabajo, haciendo de España el primer país de Europa en promulgar esta reivindicación, si bien años después, entre 1923 y 1930, el día se celebró sin manifestaciones, debido a la privación de este derecho durante la dictadura militar del general Primo de Rivera, aunque de 1931 a 1936, durante la República, se conmemoró en las principales ciudades.

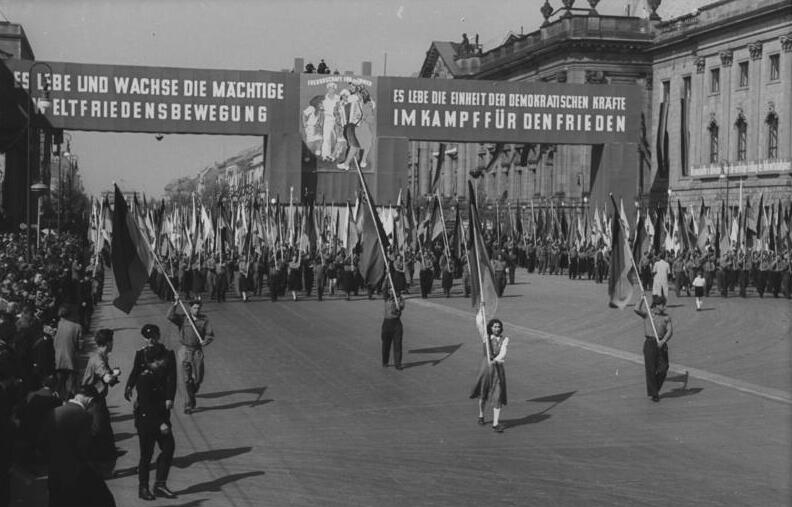
Manifestación del Primero de mayo de 1950 en Berlín Este, República Democrática Alemana

Tras la Segunda Guerra Mundial y la adopción del socialismo como sistema político en numerosos países de Europa y Asia, y más tarde en África y América, dio un nuevo impulso al Día Internacional de los Trabajadores, al tiempo que en los países capitalistas de Europa, la influencia de los partidos de izquierdas crecía, y con ellos las celebraciones. Por tanto, el Primero de Mayo se convirtió durante la segunda mitad del siglo XX en un día de grandes celebraciones oficiales, manifestaciones populares y desfiles militares en países como la Unión Soviética —donde se hicieron célebres los grandes desfiles frente al Kremlin de Moscú y el mausoleo de Lenin, la República Democrática Alemana o China. 

Mapa del mundo, dividiendo a los países según el estatus del 1.º de mayo como día de los trabajadores:
El día de los trabajadores cae o puede caer el 1 de mayo.
Hay otro festivo oficial el 1 de mayo.
El 1 de mayo no es festivo, pero se celebra el día de los trabajadores en otra fecha.
No hay celebración del día de los trabajadores, ni el 1 de mayo ni en otra fecha.

En 1954, el papa Pío XII declaró el 1 de mayo festividad de San José Obrero, en la Plaza de San Pedro de Roma, añadiendo un mensaje católico a este día, y abriendo un nuevo concepto de «obreros católicos», con reivindicaciones sociales y fe, siempre en oposición a los métodos e ideas de organizaciones comunistas, y socialistas, principales organizadores de la celebración y hostiles en general a la religión.
En otros países capitalistas, sobre todo en Estados Unidos, se desalentaron tanto desde las empresas como desde el gobierno las celebraciones del 1.º de mayo, para evitar una mayor influencia de los partidos y sindicatos de izquierda. En Portugal, por ejemplo, el Día Internacional de los Trabajadores se comenzó a celebrar en libertad tras el triunfo de la Revolución de los claveles el 25 de abril de 1974 y en España no se celebró, con el sentido original de la conmemoración, entre 1939 y 1977, durante la dictadura de Francisco Franco, sustituido por la celebración de la festividad de San José Obrero después de su proclamación vaticana.
Debido al clima de reivindicación por un lado y la división del mundo por otro durante la segunda mitad del siglo XX, las celebraciones del Día Internacional de los Trabajadores derivaron en algunas ocasiones en numerosos enfrentamientos, disturbios y masacres, que provocaron o fueron motivo de cambios políticos con relevancia nacional e internacional en algunos casos. Por ejemplo, en Turquía se produjo el 1 de mayo de 1977 la masacre de la Plaza Taksim en Estambul, con un saldo de decenas de muertos; la masacre se produjo en medio de clima de enfrentamiento entre izquierda y derecha a lo largo de toda la década de 1970 que finalizó con el golpe de Estado de 12 de septiembre de 1980.

### En elsigloXXI
Al inicio del siglo XXI se comenzó, en muchos países por parte de los medios de comunicación a denominar al Día Internacional de los Trabajadores, como «Día del Trabajo» en un intento de desligar la celebración, ya muy arraigada, de su origen conmemorativo y reivindicativo. 
En otros países, en general de colonización británica, han venido celebrando el Labor Day («Día del Trabajo») en fechas diferentes al 1.º de mayo. En los Estados Unidos de América y Canadá el Labor Day es el primer lunes de septiembre; en Nueva Zelanda, el cuarto lunes de octubre; en Australia, cada estado federal decide la fecha de celebración: el primer lunes de octubre en el Territorio de la Capital Australiana, Nueva Gales del Sur y Australia Meridional; el segundo lunes de marzo, en Victoria y Tasmania; el primer lunes de marzo, en Australia Occidental; y el primero de mayo en Queensland y el Territorio del Norte. Debido a que la festividad tiene un carácter oficial en muchos países, parte de la población continúa participando en las celebraciones y sus reivindicaciones, mientras que otra parte toma el día de descanso para actividades de ocio, etc.

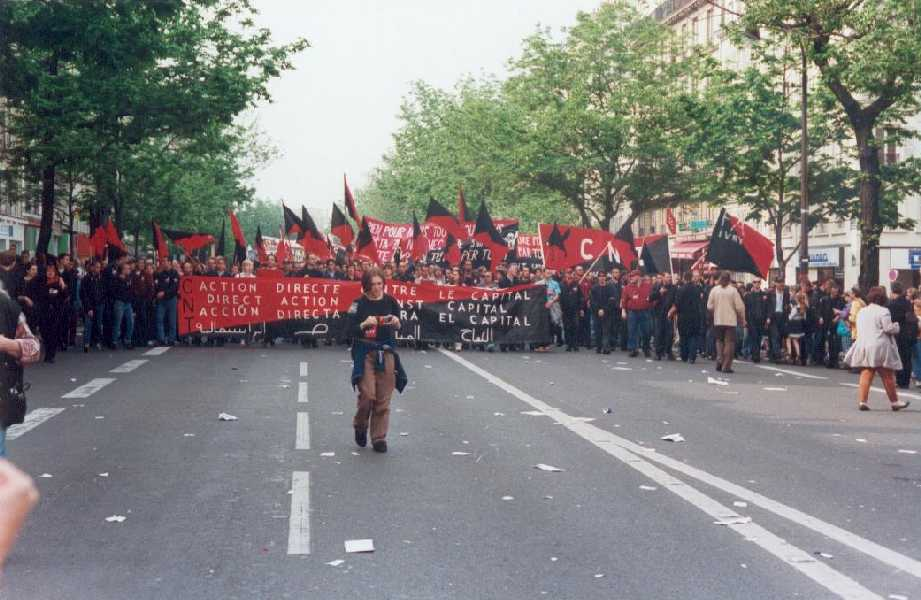
Manifestación del Primero de Mayo en París, Francia (año 2000)
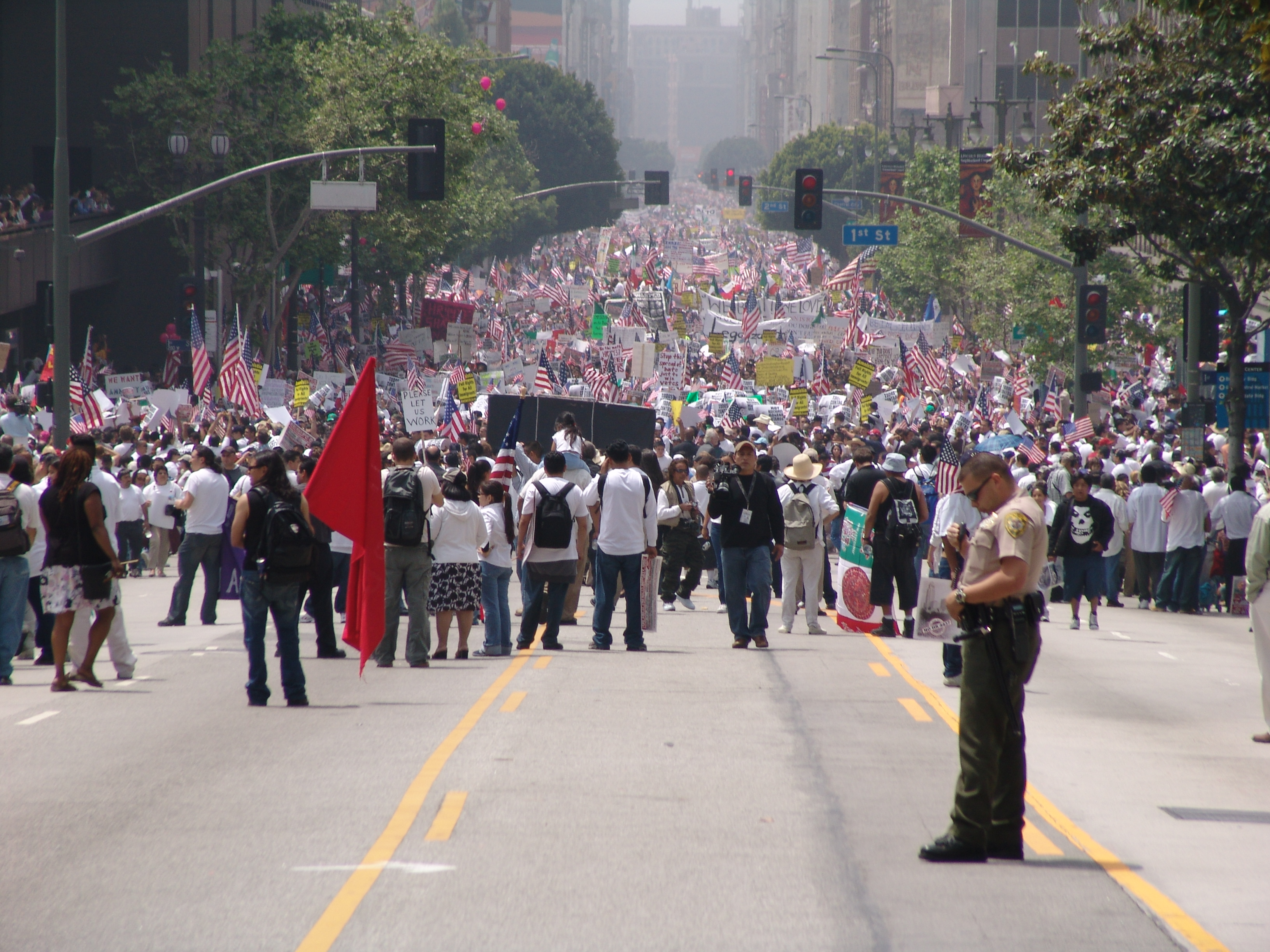
Manifestación del Primero de Mayo en Los Ángeles, Estados Unidos (año 2006)
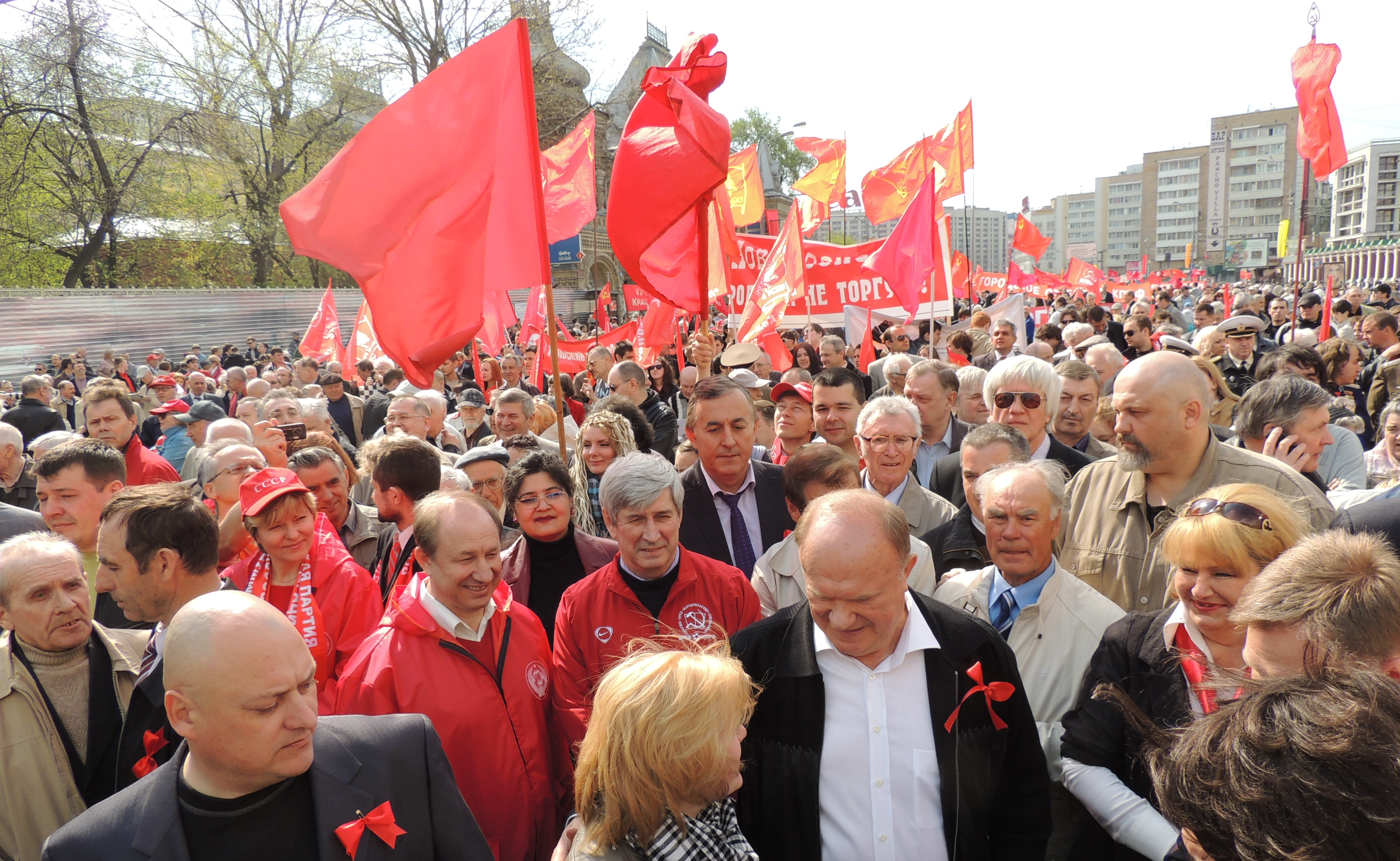
Manifestación del Primero de Mayo en Moscú, Rusia (año 2012)
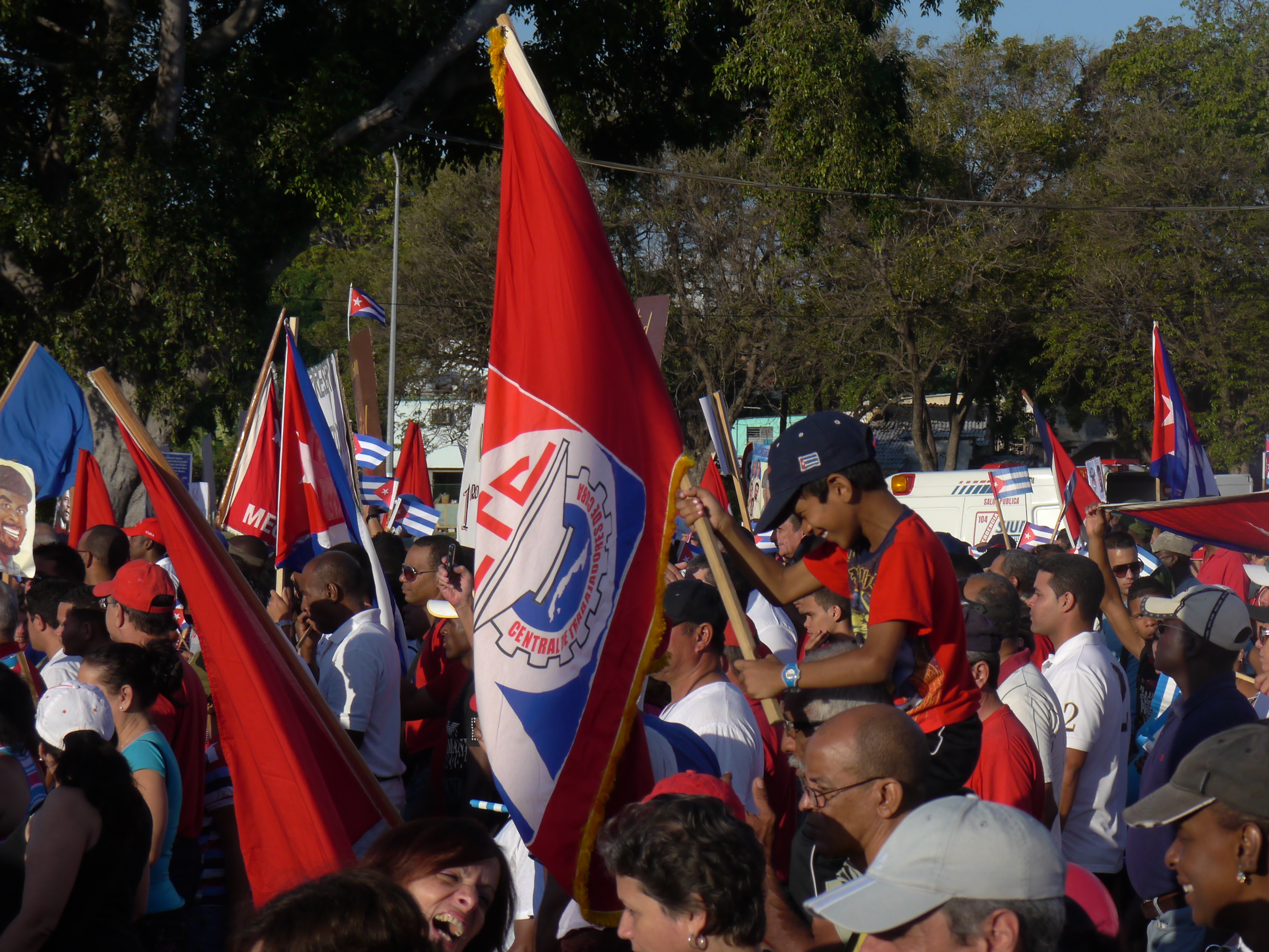
Manifestación del Primero de Mayo en La Habana, Cuba (año 2012)
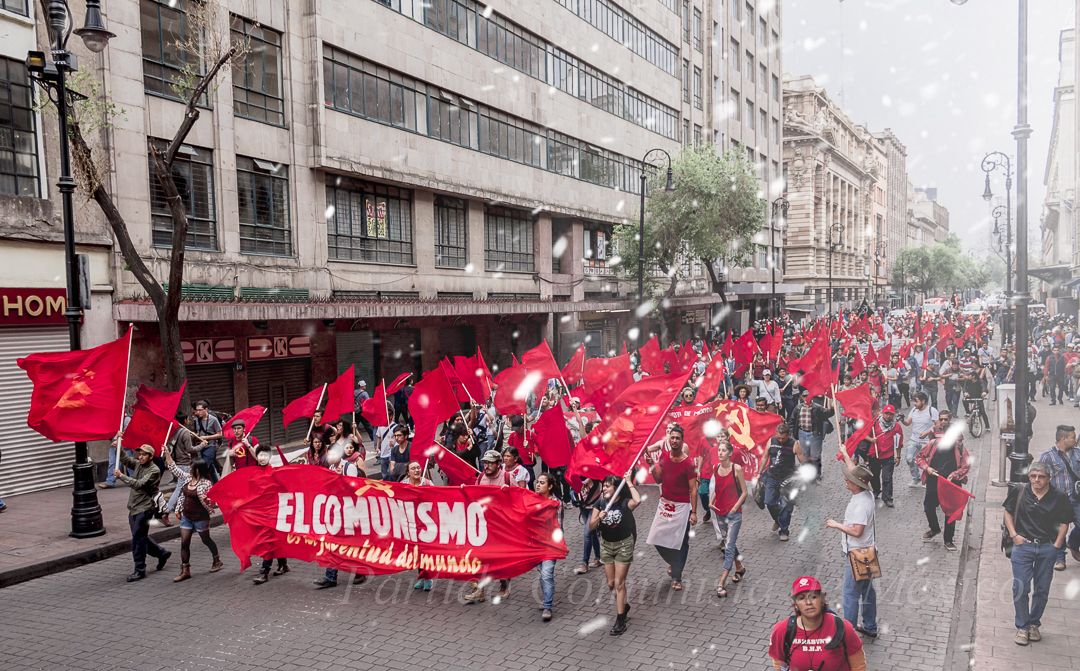
Manifestación del Primero de Mayo en México DF, México (año 2017)